# Hajime Kinoko
Hajime Kinoko（はじめ きのこ、1977年 - ）は、ロープアーティスト、緊縛師、写真家。愛知県名古屋市生まれ。

## 概要
人、物、空間などをロープや紐を使い美しく縛る、ショーやアート作品を作るアーティスト。
縛りをエロスと捉えるだけでなく、ポップな解釈やアートへの昇華も得意とし、特に自然（木や岩など）や空間までも縛るユニークな作品性は評価されている。近年はパフォーマンス以外に、写真や映像によるアートワークも精力的に発表。縛りと撮影、演出のすべてを手がける。また国内のみならず、パリ、ロンドン、ミュンヘンなど20以上の主要都市で公演やワークショップを行っている。日本を代表する縄のスペシャリスト。